# كريبتون (كوكب خيالي)
كريبتون هو اسم كوكب سوبرمان أو الرجل الخارق وهو كوكب خيالي طبعا مستوحى من عالم القصص المصورة.
و قد تنبأ والد سوبرمان بانفجار هذا الكوكب لذا ارسل إلى كوكب الأرض على متن مركبة فضائية لحمايته من الهلاك والدمار والتفتيت والانفجار.

## أعلام
- سوبرغيرل
- جنرال زود
- دومسداي
- جور-إل